# Голопятов, Семён Фёдорович
Семён Фёдорович Голопятов (15.01.1913 — 8.12.1987) — заместитель командира расчёта — наводчик орудия 860-го артиллерийского полка (310-я стрелковая дивизия, 19-я армия, 2-й Белорусский фронт) младший сержант, участник Великой Отечественной войны, кавалер ордена Славы трёх степеней.

## Биография
Родился 15 января 1913 года в селе Раисовка Кокчетавского уезда Акмолинской области (ныне — района имени Габита Мусрепова Северо-Казахстанской области Казахстана) в крестьянской семье. Русский.
Окончил 3 класса, курсы трактористов при Шарыкской МТС. Работал трактористом в совхозе.
В 1936—1938 годах походил срочную службу в Красной армии.
В июле 1941 года был вновь призван в армию Рузаевским райвоенкоматом. Был зачислен в формирующуюся в Акмолинске 310-ю стрелковую дивизию, в её составе прошёл весь боевой путь.
С августа 1941 года участвовал в боях с захватчиками. Воевал на Ленинградском и Волховском фронтах. Член ВКП(б)/КПСС с 1943 года.
К 1944 году был наводчиком в составе расчёта 76-мм орудия 860-го артиллерийского полка. В начале 1944 года дивизия участвовала в Новгородско-Лужской наступательной операции, в марте продолжала наступление на Псковско-Островском направлении.
31 марта 1944 года при прорыве укреплённой обороны противника на рубеже погост Чирский — деревня Проскурничино (Палкинский район Псковской области) наводчик ефрейтор Голопятов поставил вместе с другими артиллеристами орудие на прямую наводку, разбил 4 пулемёта с прислугой и разрушил 2 блиндажа. Своими действиями поддерживал наступление пехоты.
Приказом по частям 310-й стрелковой дивизии от 8 апреля 1944 года (№ 30/н) ефрейтор Голопятов Семён Фёдорович награждён орденом Славы 3-й степени.
В июне 1944 года дивизия в составе войск Карельского фронта в Свирско-Новгородской наступательной операции.
4 июля 1944 года в бою за село Палалахта (Пряжинский район Карелии) младший сержант Голопятов точными выстрелами подавил противотанковое ружьё, при отражении контратак противника уничтожил до 10 финских солдат. 5 июля в бою у деревни Вохтозеро (Кондопожский район Карелии) под огнём противника подавил огонь финской батареи, мешавший продвижению нашей пехоты.
Приказом по войскам Карельского фронта от 28 августа 1944 года (№ 410/н) младший сержант Голопятов Семён Фёдорович награждён орденом Славы 2-й степени.
В ноябре 1944 года дивизия был выведена в тыл на переформирование в Горьковскую область. В январе 1945 года была включена в состав 19-й армии 2-го Белорусского фронта. Участвовал в Восточно-Померанской наступательной операции.
27 марта 1945 года в ходе освобождения города Гдыня (Польша) младший сержант Голопятов действуя в составе расчёта, поставил орудие на прямую наводку и точным огнём уничтожил 2 противотанковых ружья, пулемёт и более 10 вражеских солдат. Своими действиями способствовал успешному выполнению поставленных задач. В апреле — начале мая 1945 года соединения армии вели боевые действия по блокированию и уничтожению группировок противника на западном побережье Данцигской бухты.
Окончание войны встретил в городе Трептово помощником командира взвода.
Указом Президиума Верховного Совета СССР от 29 июня 1945 года младший сержант Голопятов Семён Фёдорович награждён орденом Славы 1-й степени. Стал полным кавалером ордена Славы.
В сентябре 1947 года сержант Голопятов был демобилизован.
Вернулся на родину. Жил в селе Рузаевка. Работал механизатором Шарыкского зерносовхоза Рузаевского района Кокчетавской области. Старшина в отставке с 1968 года.
Скончался 8 декабря 1987 года. Похоронен на Рузаевском сельском кладбище.

## Награды
- Орден Отечественной войны I степени (6.04.1985)[4]
- Орден Славы 1-й степени (29.06.1945)[5][2]
- Орден Славы 2-й степени (20.08.1944)[6][2]
- Орден Славы 3-й степени (21.07.1944)[7][2]
- Медаль «В ознаменование 100-летия со дня рождения Владимира Ильича Ленина» (6 апреля 1970)
- Медаль «За победу над Германией в Великой Отечественной войне 1941—1945 гг.» (9 мая 1945[8])[9]
- Юбилейная медаль «Двадцать лет Победы в Великой Отечественной войне 1941—1945 гг.» (7 мая 1965[10])
- Юбилейная медаль «Тридцать лет Победы в Великой Отечественной войне 1941—1945 гг.»[11]
- Медаль «Ветеран труда»
- Юбилейная медаль «50 лет Вооружённых Сил СССР» (26 декабря 1967[12])
- Юбилейная медаль «60 лет Вооружённых Сил СССР» (28 января 1978[13])
- Знак «25 лет победы в Великой Отечественной войне» (1970)
- а также польской медалью

## Память
- На могиле героя установлен надгробный памятник.
- В его родном селе Раисовка в его честь названа улица.
- Его награды хранятся в музее Боевой славы с. Рузаевка Кокчетавской области[3].